# Gulnara Fatkúlina
Gulnara Fatkúlina (en rus: Гульнара Фаткулина), coneguda també com a Gulnara Ivànova, (25 de desembre de 1971) va ser una ciclista russa, que va competir tant en pista, com en carretera. Va guanyar medalles en els campionats del món de les dues especialitats.

## Palmarès en ruta
- 1993
  -  Campiona de Rússia en ruta
  - Vencedora d'una etapa a la Volta a Berlín
- 1994
  - 1a al Gracia Tour
  - 1a al Tour de l'Alta Garona
- 1999
  - Vencedora d'una etapa al Giro d'Itàlia

## Palmarès en pista

### Resultats a laCopa del Món
- 1993
  - 1a a Copenhaguen, en Puntuació